# هیلتاپ (آریزونا)
هیلتاپ (به انگلیسی: Hilltop) یک منطقهٔ مسکونی در ایالات متحده آمریکا است که در آریزونا واقع شده‌است. هیلتاپ ۱٬۷۳۸ متر بالاتر از سطح دریا واقع شده‌است.